# マリーゴールド (女子プロレス)
DREAM STAR FIGHTING MARIGOLD（ドリーム・スター・ファイティング・マリーゴールド）は、日本の女子プロレス団体。略称はMARIGOLD（マリーゴールド）、略表記はD.S.F. MARIGOLD。運営企業は株式会社 マリーゴールド。

## 概要
2024年4月15日、スターダムの創業者で、2月にスターダムから契約解除されたロッシー小川が記者会見を行い、新団体設立を発表。所属選手として、林下詩美、ジュリア、MIRAI、桜井まい改め桜井麻衣、弓月改めビクトリア弓月、高橋奈七永、石川奈青が登壇した。さらに、Actwres girl'Zからの退団が発表された元アドバイザーの風香、元所属選手の青野未来、澄川菜摘、松井珠紗、皇希、後藤智香、CHIAKIが記者会見に現れ、旗揚げ戦への参加を訴えた。なお、小川、高橋、風香はスターダムの設立にも深く関わっており、スターダム旗揚げメンバーの岩谷麻優は「岩谷麻優の生みの親が一度離婚して再婚した」と評した。
当初はLLPW-Xの道場を借りて練習を行っていたが、2025年7月に自前の道場を開設。

### 団体名の由来
ロッシー小川がファンである、あいみょんの楽曲『マリーゴールド』に由来しており、「マリーゴールドはしばしば太陽の力強い強さと結びつき、人の内面に宿る力、強さ、光を表す」という意味が込められている。

## 歴史

### 2024年
- 2月4日、エディオンアリーナ大阪で行われた「スターダム13周年記念STARDOM Supreme Fight 2024～大阪ミナミの乱〜」の大会終了後、スターダム親会社のブシロードファイトは、エグゼクティブプロデューサーのロッシー小川に対し、「多数のスターダム所属選手・スタッフに対する引抜き行為があったことを覚知した」として業務委託契約の解除を通達[8][9][10]。
- 3月22日、ブシロードファイトは林下詩美、ジュリア、桜井まい、MIRAI、弓月の5人が3月末をもって契約満了により退団することを発表[11]。
- 3月31日、スターダム・山形ビッグウイング大会で林下詩美、ジュリア、桜井まい、MIRAI、弓月が所属ラストマッチを行った。
- 4月1日、新宿FACEで行われたプロレスリング・ノア「MONDAY MAGIC」にジュリアが姿を見せ、5月4日の両国国技館大会に参戦することを発表。
- 4月14日、ロッシー小川が自身のSNSにて、翌日に新団体の旗揚げ記者会見を行うことを発表。同日夜、新木場1stRingで行われたアクトレスガールズ夜興行の最後に惡斗が「明日団体から緊急発表がある」と予告[12]。
- 4月15日、都内にて旗揚げ記者会見を行う（詳細前述）。同日夜、新宿FACEで行われたプロレスリング・ノア「MONDAY MAGIC」に小川代表、ジュリア、林下、MIRAI、桜井の5人で乗り込み、この日タッグマッチに出場した野崎渚、彩羽匠、高瀬みゆき、愚零闘咲夜を挑発。愚零闘咲夜が小川代表の顔面に毒霧を浴びせ両陣営は乱闘となり、5月4日の両国国技館大会でジュリア・林下・MIRAI・桜井対野崎・彩羽・高瀬・咲夜の8人タッグマッチが行われることが決定した[13]。
  - 同日、アクトレスガールズが、4月12日に風香及び6選手が「4月14日を持って退団する」と一方的に運営側に告げた事を明かした[14]。AWG側は当初補償も求めていたが、風香の反論もあって後に撤回した[15][16]。その後、AWGと話し合いを行って和解したと小川は発表した[17]。
- 4月30日、都内にて会見を行い、風香のアシスタントプロデューサー就任、ならびに青野未来・翔月なつみ（澄川菜摘改め）・松井珠紗・天麗（あまれい）皇希（皇希改め）・後藤智香・CHIAKIの入団を発表[18]。また旗揚げ戦配信のゲストに元スターダムの愛川ゆず季の参加が発表された。
- 5月1日、団体公式のXにて、元スターダム練習生の南小桃、元アイスリボンの南ゆうき、グラビアアイドルの橘渚と咲村良子の4人が練習生として紹介される。
- 5月5日、都内で開催されたファンミーティングにて5・20旗揚げ戦のカードが発表され、前日のノア両国でジュリアにフォールされた野崎渚の参戦が発表される。
- 5月11&12日、神奈川・三浦海岸にて、高橋・天麗を除く所属全選手と練習生の南小桃の計12名で一泊二日の強化合宿を敢行[19]。
- 5月20日、後楽園ホールで旗揚げ戦「Marigold Fields Forever」開催（観衆1,539人／超満員札止め）。天麗皇希と後藤智香がプロレスデビュー[20]。大会終了後に7月13日に両国国技館でビッグマッチ「MARIGOLD Summer Destiny 2024」を開催することを発表[21]。
- 5月21日、前日の試合で右手首を負傷したジュリアが「右橈骨遠位端骨折」と診断され、当面の間欠場する事を発表[22]。
- 6月11日、後楽園ホールで「Marigold Grand Opening Wars 2024」開催（観衆985人）。南小桃がMIRAI相手にデビュー[23]。元センダイガールズの丸森レアが入団を表明[24]。メイン終了後、7・13両国にイヨ・スカイが参戦し、林下詩美と対戦することが発表される[25]。
- 6月23日、新木場1stRING大会を開催（観衆289人／超満員）。7・13両国の追加カードとして、高橋奈七永&石川奈青vs神取忍&井上貴子を発表[26]。前週の名古屋大会での引き分けを受けて行われたMIRAIvs青野未来のUN王座決定トーナメント1回戦の再戦はまたも引き分けに終わり[27]、決着は29日の仙台大会に持ち越された。
- 6月29日、仙台PIT大会開催（観衆329人）。MIRAIvs青野の再々戦はまたしても決着が付かず、7・13両国大会で最終決着戦が行われることになった[28]。
- 6月30日、宮古市民総合体育館にてMIRAI凱旋興行を開催（観衆676人）[29]。
- 7月1日、7・13両国の対戦カード発表記者会見を開催し、丸森レア改め瀬戸レアの復帰戦及びNØRI[30]、弓月のパートナー「X」の参戦を発表。ジュリアの出場については検査結果を待って発表される[31]。
- 7月10日、欠場が続いていたジュリアについて、主治医の許可が下りたため7・13両国の出場が決定したことが発表される[32]。
- 7月12日、両国大会の前日会見にて、弓月のパートナー「X」として登場した元プロレスリングWAVE・田中きずなの入団[33]と、メインで行われるジュリアvsSareeeがマリーゴールド・ワールド王座の初代王座決定戦として行われることが発表される[34]。
- 7月13日、両国国技館にて団体初のビッグマッチ「MARIGOLD Summer Destiny 2024」開催（観衆3058人）。ワールド、UN、スーパーフライはそれぞれSareee、青野未来、翔月なつみが初代王者となる。大向美智子の長女・心希（しんの）が練習生として入団[35]。
- 7月30日、後楽園ホールで「MARIGOLD Summer Gold Shine 2024」開催（観衆818人）。練習生の南ゆうきが8・19後楽園で南小桃相手に再デビュー戦を直訴[36]。ジュリアが8・19後楽園が国内ラストマッチになることを発表[37]。メインでMIRAIと共に初代ツインスター王者となった桜井麻衣が、ジュリアの国内ラストマッチの対戦相手に名乗り[38]。
- 7月31日、前日の試合で左手首を負傷したSareeeが「左橈骨遠位端骨折」と診断されたことを公表[39]。
- 8月10日、川越市・えすぽわ～る伊佐沼で青野未来凱旋興行を開催（観衆355人）。高橋奈七永が8・19後楽園で対Sareee＆中島安里紗戦を要求し、高橋のパートナーに後藤智香が名乗り[40]。
- 8月12日、プロレスリング・ノアは9・1エディオンアリーナ大会で青野＆天麗＆田中＆ボジラvs彩羽＆咲夜＆高瀬＆サンドラ・ムーンの8人タッグを行うと発表[41]。
- 8月17日、都内で8・19後楽園に向けての記者会見を行い、山岡雅弥の妹・山岡聖怜の入団と、19日に再デビューする南ゆうきの「勇気みなみ」への改名を発表。その後、19日にラストマッチを行うジュリアに対し、カウントダウンで試合が組まれなかった松井珠紗、翔月なつみ、林下詩美らが対戦を要求したため、25日の新木場大会でジュリアが全員と1分間ずつ戦うことになった[42]。
- 8月19日、後楽園ホールで「MARIGOLD Summer Gold Shine 2024」開催（観衆1450人／超満員）。勇気みなみが再デビュー戦で南小桃に勝利[43]。DREAM*STAR GPのグループ分けが発表され、NØRIの出場が正式に発表される。メインで桜井麻衣を下したジュリアが、25日の全員掛けで藤本つかさの参戦を呼びかけ[44]。
- 8月25日、新木場1stRINGで「MARIGOLD Summer Gold Shine 2024」最終戦を開催（観衆288人／超満員札止め）。ジュリアの壮行試合として行われた26人掛けに藤本つかさ、NØRI、練習生の咲村良子、心希、山岡聖怜が参加[45]。旗揚げ戦から参戦していたゼイダ・スティールがこの大会を最後に帰国[46]。
- 9月19日、練習生の元アクトレスガールズ・山田奈保がプロテストに合格[47]。23日の後楽園大会で挨拶を行った[48]。
- 9月28日、名古屋国際会議場イベントホールで「DREAM*STAR GP 2024」最終戦を開催（観衆685人）。優勝決定戦はDREAMリーグ代表・林下詩美がSTARリーグ代表・桜井麻衣を下し優勝[49]。
- 10月3日、LLPW-Xは11月18日の「神取忍還暦祭り」にビクトリア弓月が参戦し、DREAM*STAR GPで対戦したNØRIと再戦すると発表[50]。
- 10月7日、後楽園ホールで「MARIGOLD Fantastic Adventure 2024」開催（観衆623人）。スーパーフライ級王座を防衛した翔月なつみの前に正体不明のマスクウーマン「ハミングバード」が現れ次期挑戦者に名乗り[51]。
- 10月24日、後楽園ホールで「MARIGOLD Fantastic Adventure 2024」開催（観衆866人）。山田奈保[52]とハミングバード[53]がプロレスデビュー。後藤智香が胸骨の負傷で1ヶ月ほど欠場することを発表。
- 11月11日、9日に行われたプロテストに山岡聖怜、咲村良子、橘渚が合格したことを公表[54]。同日夜、新宿FACEで行われたプロレスリング・ノア「MONDAY MAGIC」にて新設の「GHC女子王座」の初代王者を決める10人参加の「MAGIC RUMBLE」に林下詩美、青野未来、天麗皇希、ボジラが出場し、天麗皇希が初代王者となる[55]。
- 11月14日、後楽園ホールで「Winter Wonderful Fight 2024」開催（観衆715人）。天麗皇希が1・3大田区でのGHC女子王座初防衛戦の相手に後藤智香を指名[56]。アイスリボン退団を発表した紫雷美央がかつての教え子の試合を観戦[57]。
- 12月10日、マスコミ向けに山岡聖怜の公開練習が行われ、終了後に1・3大田区のデビュー戦でMIRAIと対戦する事が発表される[58]。
- 12月13日、新宿FACEで「Winter Wonderful Fight 2024」開催（観衆464人／満員）。12・26後楽園で咲村良子が高橋奈七永、橘渚が田中きずな相手にデビュー戦を行う事を発表。野崎渚＆CHIAKI組がツインスター王座を奪取[59]。Sareeeのワールド王座に挑戦し敗れた高橋奈七永が2025年5月での引退を表明[60]。
- 12月19日、1・3大田区大会に関する記者会見を開催。ツインスター王座に挑戦するボジラのパートナーとしてオランダのPro Wrestling Holland所属の「タンク」の参戦を発表[61]。引退を発表した高橋奈七永は「パッション・カウントダウン」と題し、同じく2025年に引退する里村明衣子とタッグで対戦する事を発表[62]。
- 12月26日、後楽園ホールで「MARIGOLD Winter Wonderful Fight 2024」開催（観衆708人）。咲村良子と橘渚がデビュー[63]。マイラ・グレースが日本でのラストマッチ。
- 12月30日、田中きずなが腰痛悪化、南小桃が膝の負傷で長期欠場に入ると発表。
- 12月31日、新宿FACEで「マリーゴールド・カウントダウンLIVE 2024-2025」開催。勇気みなみが4人参加の新人王決定ワンデイトーナメントを制し新人王となる[64]。

### 2025年
- 1月3日、大田区総合体育館で「MARIGOLD FIRST DREAM 2025〜初夢〜」開催（観衆1830人）。山岡聖怜がデビュー戦でMIRAIと延長戦まで闘うも敗れる[65]。林下詩美[66]、桜井麻衣[67]、ボジラ＆タンク組、ビクトリア弓月[68]がそれぞれワールド、UN、ツインスター、スーパーフライ各王座を奪取。天麗皇希はGHC女子王座初防衛に成功するも左膝を負傷[69]。高橋奈七永の引退試合となる1周年記念興行が5月24日に国立代々木競技場第二体育館で行われることが発表される[70]。
- 1月9日、天麗皇希が左膝前十字靭帯断裂で欠場し、5月の代々木大会での復帰を目指すと発表[71]。
- 1月11日、大阪大会で元アクトレスガールズの轟もよ子改めメガトン[72]がプロレスデビュー。
- 1月19日、後楽園ホールで「MARIGOLD New Years Golden Garden2025」開催（観衆785人）。高橋奈七永＆山岡聖怜組がツインスター王座を奪取。山岡はデビューから16日、5戦目での初戴冠[73]。
- 1月26日、新木場大会のメインのボジラvsタンクが「ルーザー・リーブ・タウンマッチ」として行われ、敗れたタンクが国外追放となる[74]。
- 2月13日、高橋奈七永が4月14日に自主興行「マッスルバージャパンPresents 終わりよければすべてパッション!!」の開催を発表し、中西百重と最後の「ナナモモ」結成を行うと発表[75]。松井珠紗がダークウルフ軍に加入[76]。
- 2月16日の保土ヶ谷大会（観衆225人）でダークウルフ軍にボジラが再合流し、ユニット名が「Darkness Revolution」に変更される。
- 2月20日、後楽園ホールで「New Years Golden Garden 2025」開催（観衆778人）。ベストボディ・ジャパンプロレスの山中絵里奈が来場し参戦を表明。桜井麻衣のUN王座に挑戦し敗れたちゃんよたが継続参戦を訴える[77]。
- 3月11日の新宿FACE大会（観衆305人）から田中きずなが復帰[78]。メイン終了後にマーベラス勢がリングに上がり、3・30後楽園大会から全面対抗戦の開催が決定[79]。
- 3月21日、3・30後楽園に関する記者会見を行い、高橋奈七永・山岡聖怜対彩羽匠・暁千華がツインスター選手権試合になることを発表[80]。
- 3月30日、後楽園ホールで「Marigold Spring Victory Series2025」開催（観衆911人）。マーベラスとの対抗戦第1弾は高橋奈七永・山岡聖怜組が彩羽匠・暁千華組を破りツインスター王座を防衛[81]。
- 4月4日、ボジラが家族の健康問題を理由に4・12新木場大会を最後に帰国することを発表[82]。
- 4月5日のKBSホール大会にジャングル叫女が来場し、高橋奈七永に4・27名古屋での対戦を要求[83]。
- 4月25日、後楽園ホールで「Marigold Spring Victory Series2025」開催（観衆680人）。マーベラスとの対抗戦第3弾となる5対5勝ち抜き戦は、大将戦で後藤智香が彩羽匠に敗れ、マリーゴールド軍が敗北[84]。
- 4月27日、名古屋・中日ホール大会でジャングル叫女が高橋奈七永相手に復帰戦を行い、5分時間切れ引き分け。
- 5月1日、緊急会見を開き、元スターダムの岩谷麻優の入団を発表[85]。
- 5月4日、後楽園ホールで「Marigold Rising Spirit2025」開催（観衆1210人）。移籍初戦の岩谷麻優はメインで高橋奈七永に勝利[86]。練習生の心希が桜井麻衣に5・24代々木でのデビュー戦の相手を直訴[87]。
- 5月8日、都内で5・24代々木大会のカード発表会見を行い、高橋奈七永の引退試合が青野未来とのシングルに決定[88]。
- 5月10日、大阪176BOX大会でパッション親子（高橋奈七永・山岡聖怜）がマーベラスのマゼンタ（Maria・川畑梨瑚）に敗れ、ツインスター王座が他団体に流出[89]。練習生の山﨑裕花が6月14日の大阪大会でデビューする事を発表。
- 5月24日、国立代々木競技場第二体育館で「Marigold SHINE FOREVER 2025 〜A Glorious Celebration〜」開催（観衆2450人／満員）。心希が桜井麻衣相手にデビュー[90]。岩谷麻優がスーパーフライ級王座を奪取[91]。高橋奈七永が青野未来に敗れ引退[92]。大会終了後に10月26日に両国国技館大会「MARIGOLD GRAND  DESTINY2025」を開催すると発表[93]。
- 5月26日、プロレスリング・ノア「MONDAY MAGIC」に岩谷麻優が初参戦。天麗皇希と組み愚零闘咲夜＆セイディ・ギブス組を破ったあと彩羽匠が現れ、天麗皇希の持つGHC女子王座への挑戦を表明[94]。
- 6月2日、プロレスリング・ノア「MONDAY MAGIC」で天麗皇希は彩羽匠に敗れ、GHC女子王座から陥落[95]。
- 6月14日に行われた大阪176BOX大会（観衆523人／満員）で山﨑裕花がMIRAI相手にデビュー。メガトンがDarkness Revolutionから追放。
- 6月28日に行われた春日部ふれあいキューブ大会でDREAM STAR GP出場権をかけたガントレットマッチが行われ、瀬戸レアと暁千華が出場権を獲得[96]。
- 7月12日の新木場大会（観衆285人／超満員札止め）で瀬戸レアがDarkness Revolutionに加入[97]。
- 7月16日、後楽園ホールで「Marigold Burning Desire 2025」開催（観衆1020人）。ワールド王者・林下詩美とGHC女子王者・彩羽匠の二冠戦は56分過ぎに両者KOでドロー[98]。
- 7月22日、都内に道場を開設[6]。近藤修司の専属コーチ就任を発表[99]。
- 7月31日、DREAM STAR GPについての会見を行い、病欠の暁千華に代わりMariaの出場を発表[100]。会見終了後、6月から欠場が続いていた咲村良子の退団を発表[101]。

## タイトルホルダー
| タイトル                                     | 保持者         | 歴代  |
| -------------------------------------------- | -------------- | ----- |
| マリーゴールド・ワールド王座                 | 林下詩美       | 第2代 |
| マリーゴールド・ユナイテッド・ナショナル王座 | 桜井麻衣       | 第2代 |
| マリーゴールド・ツインスター王座             | Maria 川畑梨瑚 | 第5代 |
| マリーゴールド・スーパーフライ級王座         | 岩谷麻優       | 第3代 |

| タイトル                               | 覇者           | 年度   |
| -------------------------------------- | -------------- | ------ |
| DREAM*STAR GP                          | 林下詩美       | 2024年 |
| ツインスターカップ・タッグトーナメント | MIRAI 桜井麻衣 | 2024年 |

## 所属選手・主要参戦選手

### 正規軍
- 林下詩美
- MIRAI
- 桜井麻衣
- ビクトリア弓月
- 石川奈青
- 青野未来
- 翔月なつみ〈欠場中〉
- 天麗皇希
- 後藤智香
- 南小桃
- 田中きずな
- 勇気みなみ
- 山田奈保〈欠場中〉
- ハミングバード
- 橘渚
- 山岡聖怜
- メガトン
- 岩谷麻優
- 心希
- 山﨑裕花

### Darkness Revolution
- 野崎渚（フリー）
- CHIAKI
- 松井珠紗
- 瀬戸レア
- ギガトン

### 参戦選手
- ちゃんよた（P.P.P. TOKYO）

- 山中絵里奈（ベストボディジャパンプロレス）
- フライング・ペンギン（2point5女子プロレス、プロレスリング華☆激）※関西大会限定

## 現在のタッグチーム
ミライサク
- MIRAI
- 桜井麻衣

tWin toWer
- 天麗皇希
- 後藤智香

Selene Flora
- ビクトリア弓月
- 田中きずな

## スタッフ
レフェリー
- Tommy（Marvelous / プロレスリングWAVE）
- 冨田大輔（2AW）
- パンチ田原（リングスタッフ）
- えみり（京橋プロレス）[102]
- 和田京平（特別レフェリー／全日本プロレス）

リングアナウンサー
- 大平ひかる
- オッキー沖田

アシスタントプロデューサー
- 風香

イベントマネージャー
- 増村貴宏[103]

映像制作マネージャー
- サニー・グティエレズ

専属コーチ
- 近藤修司

## 役員
- 代表取締役 : ロッシー小川
- 取締役 : 鈴木八郎

## 歴代所属選手
- ジュリア（2024年）
- 高橋奈七永（2024年 - 2025年）
- 咲村良子（2024年 - 2025年）

## 歴代タッグチーム
- パッション親子（高橋奈七永、山岡聖怜）

## 歴代スタッフ
レフェリー
- 笹崎勝己（ZERO1）

## 来日外国人選手
- ボジラ
- マイラ・グレース
- ゼイダ・スティール
- ナイトシェイド
- タンク
- ジョニー・ロビー
- アミラ

## 背番号
選手・スタッフには、それぞれ背番号が振り分けられトレードマークとなる。
- 0 : 瀬戸レア
- 1 : ビクトリア弓月
- 2 : 南小桃
- 3 : 林下詩美
- 4 : 山﨑裕花
- 5 : 心希
- 6 : 田中きずな
- 7 : 高橋奈七永
- 8 : 桜井麻衣
- 9 : 天麗皇希
- 10 : ジュリア
- 11 : 風香
- 13 : ゼイダ・スティール
- 17 : MIRAI
- 18 : 山岡聖怜
- 21 : 野崎渚
- 23 : 大平ひかる
- 24 : マイラ・グレース
- 25 : 山田奈保
- 28 : 翔月なつみ
- 31 : ボジラ
- 33 : 松井珠紗
- 37 : 勇気みなみ
- 39 : 青野未来
- 51 : 後藤智香
- 52 : ハミングバード
- 64 : ロッシー小川
- 65 : 咲村良子
- 69 : メガトン
- 70 : 石川奈青
- 73 : 橘渚
- 86 : 鈴木八郎
- 88 : 増村貴宏
- 89 : CHIAKI
- 123 : Sareee
- 219 : 岩谷麻優

## 試合中継
放送中の番組
- WRESTLE UNIVERSE[105]

## 関連番組
放送中の番組
- MARIGOLD BEAUTIFUL FIGHT!（2025年4月 - 、AIR-G'）[106]